# Беззубцев, Фёдор Иванович
Фёдор Иванович Беззубцев (ум. 1536) — воевода на службе у московского князя Василия III.  
Один из представителей дворянского рода Беззубцевых, многие представители которых несли военную службу. Сын Ивана Ивановича Беззубцева-Зубатого.

## Биография
В 1521 году при походе крымских татар на Москву стоял в Серпухове, а когда хан Мухаммед-Гирей шел назад от Москвы, был четвертым воеводой в Кашире.  
В середине августа 1531 года послан вторым воеводой в походе из Москвы в Коломну.  
В 1532 году был первым воеводой сперва в Бачманове, а потом под Каширой, в июле этого же года первый воевода под Коломной, а в сентябре вторым воеводой в Зарайске на Осетре.  
В 1533 году был вторым воеводой в Одоеве.  
В 1534 году посланник в Казань. 
Умер до конца июля 1536 года в Казани. 
По родословной росписи показан бездетным.  

## Семья
Был дважды женат: 
- На неизвестной по имени — дочери дворецкого и боярина В. А. Челяднина  и Агриппины Фёдоровны, мамке малолетнего царя Ивана Грозного[3].
- На княжне Александре Васильевне Микулиной (в иночестве Ефросиния ум. до 1546 г.)[4] — старшей дочери князя Василия Андреевича Микулинского[5].